# K.J. Carta-Samuels
Kyle James Carta-Samuels (Saratoga, 12 luglio 1995) è un giocatore di football americano statunitense che ha giocato come quarterback per i Dresden Monarchs.
Il fratello maggiore Austyn è stato suo successore nel ruolo ai Monarchs.